# 露助沢駅
露助沢駅（ろすけざわえき）は、樺太大泊郡大泊町に存在した樺太拓殖鉄道の駅である。

## 歴史
- 1924年6月20日：栄町桟橋 - 大泊駅 - 古牧駅間の工事が完了、貨物輸送を開始。
- 1928年5月19日：大泊駅 - 喜美内駅間にて旅客営業開始。当初は大泊駅 - 古牧駅間は蒸気機関車での運行、古牧駅 - 喜美内駅間は馬力での運行であった[1]。
- 1940年：バスとの競合により休止[2]。
- 1942年：王子製紙大泊工場への木材輸送のため貨物輸送のみ再開。
- 1944年1月：王子製紙大泊工場の操業中止に伴い貨物輸送休止（事実上の廃線）。

## 隣の駅
樺太拓殖鉄道
大泊駅 - 露助沢駅 - 古牧駅